# Merel Hoedt
Merel Hoedt (* 20. August 1999) ist eine niederländische Tennisspielerin.

## Karriere
Hoedt spielt vor allem auf der ITF Women’s World Tennis Tour, wo sie bislang drei Titel im Einzel und acht im Doppel gewinnen konnte.
2017 erhielt sie eine Wildcard für die Qualifikation zu den Ricoh Open, einem Turnier der WTA Tour. Sie verlor in der ersten Qualifikationsrunde gegen Karolína Muchová mit 2:6 und 4:6.

## Turniersiege

### Einzel
| Nr. | Datum           | Turnier    | Kategorie | Belag     | Finalgegnerin             | Ergebnis      |
| --- | --------------- | ---------- | --------- | --------- | ------------------------- | ------------- |
| 1.  | 6. Oktober 2019 | Pretoria   | ITF W15   | Hartplatz | Yvonne Neuwirth           | 6:2, 6:1      |
| 2.  | 23. Juli 2023   | Casablanca | ITF W15   | Sand      | Andrea Obradović          | 6:3, 6:2      |
| 3.  | 5. August 2023  | Eindhoven  | ITF W15   | Sand      | Isis Louise van den Broek | 3:6, 6:3, 6:2 |

### Doppel
| Nr. | Datum             | Turnier    | Kategorie   | Belag     | Partnerin              | Finalgegnerinnen                        | Ergebnis         |
| --- | ----------------- | ---------- | ----------- | --------- | ---------------------- | --------------------------------------- | ---------------- |
| 1.  | 13. August 2017   | Mrągowo    | ITF $15.000 | Sand      | Mathilde Devits        | Diana Šumová Jade Suvrijn               | 6:4, 6:2         |
| 2.  | 22. Dezember 2018 | Dschibuti  | ITF $15.000 | Hartplatz | Noa Liauw a Fong       | Patricia Böntgen Katharina Hering       | 7:66, 6:4        |
| 3.  | 31. August 2019   | Tabarka    | ITF W15     | Sand      | Seone Mendez           | Alicia Smith Chelsea Vanhoutte          | 6:3, 7:5         |
| 4.  | 6. März 2021      | Monastir   | ITF W15     | Hartplatz | Eliessa Vanlangendonck | Jacqueline Cabaj Awad Suzan Lamens      | 6:2, 2:6, [10:5] |
| 5.  | 29. April 2023    | Antalya    | ITF W15     | Sand      | Miriana Tona           | Assylschan Arystanbekowa Dana Baidäulet | 6:4, 6:4         |
| 6.  | 29. Juli 2023     | Casablanca | ITF W15     | Sand      | Demi Tran              | Manal Ennaciri Salma Loudili            | 3:6, 6:2, [10:4] |
| 7.  | 14. Dezember 2024 | Wellington | ITF W15     | Hartplatz | Monique Barry          | Shiho Akita Nanari Katsumi              | 6:3, 6:3         |
| 8.  | 15. Februar 2025  | Manacor    | ITF W15     | Hartplatz | Alice Robbe            | Jialin Tian Laura Mair                  | 7:63, 6:2        |